# Xestipyge garbigliettii
Xestipyge garbigliettii är en skalbaggsart som först beskrevs av Sylvain Auguste de Marseul 1867.  Xestipyge garbigliettii ingår i släktet Xestipyge och familjen stumpbaggar. Inga underarter finns listade i Catalogue of Life.